# Duchy (poemat)
Duchy – poemat dramatyczny, którego autorem jest Aleksander Świętochowski.
Utwór ten składa się z sześciu części:
1. Alrun,
2. Moronowie,
3. Zwiastun,
4. Koniec świata,
5. Pogrom,
6. Burza.

Pierwodruk trzech pierwszych części ukazał się w piśmie „Prawda” w roku 1895. Wydane zostały w Krakowie w roku 1900 w 7. tomie Pism Świętochowskiego. Części 4., 5., i 6. była drukowane w „Prawdzie” w 1906, a następnie w 8. tomie Pism (Warszawa, 1908–1909).
Poemat uważany jest za interpretację treści Króla-Ducha Juliusza Słowackiego w konwencji pozytywistycznej. Przemiany dziejowe ukazane przez Słowackiego jako wynik działania ducha wcielającego się w poszczególne formy bytu, zostały przez Świętochowskiego uzasadnione ideą postępu ludzkości (walką z zacofaniem). Jednostkami, które reprezentują postęp są Arios i Orla. Ponoszą oni śmierć w walce z ignoranckim, zacofanym tłumem, pozostawiając po sobie wiarę w ideę sprawiedliwości i wolności ludzkiej.
Utwór Świętochowskiego mimo swego optymizmu, kończy się pesymistycznym wnioskiem mówiącym o nieokreślonym jasno celu, do którego zmierza ludzkość.